# Cerkiew św. Michała Archanioła w Groznym
Cerkiew św. Michała Archanioła – prawosławna cerkiew w Groznym, w eparchii machaczkalskiej.

## Historia
Cerkiew została wzniesiona w 1892 przez kozaków terskich na terenie twierdzy Grozny. 
W czasie I i II wojny czeczeńskiej została niemal całkowicie zniszczona, a proboszcz miejscowej parafii – zamordowany przez czeczeńskich separatystów po tym, jak odmówił przejścia na islam. Odrestaurowana po 2000 pod kierunkiem Pawła Siergiejewa przy wsparciu finansowym władz Republiki Czeczenii w ramach federalnego planu odbudowy zniszczonego w czasie działań wojennych Groznego i ponownie poświęcona 26 kwietnia 2009 przez biskupa stawropolskiego i władykaukaskiego Teofana.
W maju 2018 r. doszło do ataku na cerkiew ze strony czeczeńskich bojowników, w efekcie którego śmierć poniosło 7 osób.